# Eissporthalle Frankfurt
Die Eissporthalle Frankfurt ist eine Eissporthalle im östlichen Stadtteil Bornheim der hessischen Großstadt Frankfurt am Main. Die Halle liegt unterhalb des Bornheimer Hangs und ist im Besitz der Stadt. Sie wird nach ihrer Lage auch Eissporthalle am Bornheimer Hang oder Eissporthalle am Ratsweg genannt.

## Geschichte

### Vorgeschichte
Im Rahmen der Deutschen Patent- und Gebrauchsmuster-Ausstellung wurde 1882 in Frankfurt für die Dauer von fast drei Monaten eine Kunsteisbahn mit einer Fläche von 520 m² betrieben. Es war nach London und New York die wohl weltweit dritte und die erste nach dem bis heute üblichen Verfahren. Etwa zehn Jahre später wurde im Palmengarten eine permanente Eisbahn installiert. Ab 1960 gab es die Eisbahn in der Radrennbahn und Kunsteisbahn Frankfurt.

### Bau
In den 1970er Jahren begannen die Planungen für den Neubau einer Eissporthalle hinter dem Festplatz. Der Entwurf der Architekten- und Ingenieurgemeinschaft Heil & Deyle (Frankfurt/Stuttgart) war von Anfang an für Mehrzwecknutzung konzipiert. Neben der Haupteisfläche in der Größe eines Eishockeyfeldes (ca. 1800 m²), die von 6990 Zuschauerplätzen (davon 3246 Sitz-, 3732 Steh- und 12 rollstuhlgerechte Plätze) umgeben ist, verfügt die Anlage über eine geschlossene kleinere Eishalle (675 m²) und einen großen 400 m langen Außenring. Ein weiteres von einem Zeltdach überspanntes Eishockeyfeld (1800 m²) wird im Sommer zu Tennisplätzen umfunktioniert. Des Weiteren gibt es Einrichtungen, die dem Publikumslauf dienen, wie Schlittschuh-Verleih, Umkleidekabinen oder ein Restaurant. Die Eissporthalle wurde am 19. Dezember 1981 eröffnet und galt lange als eine der modernsten Hallen ihrer Art in Deutschland.
Seit Schließung der alten Eislaufbahn am Waldstadion ist die Eissporthalle die einzige Eisbahn in Frankfurt.

## Nutzung

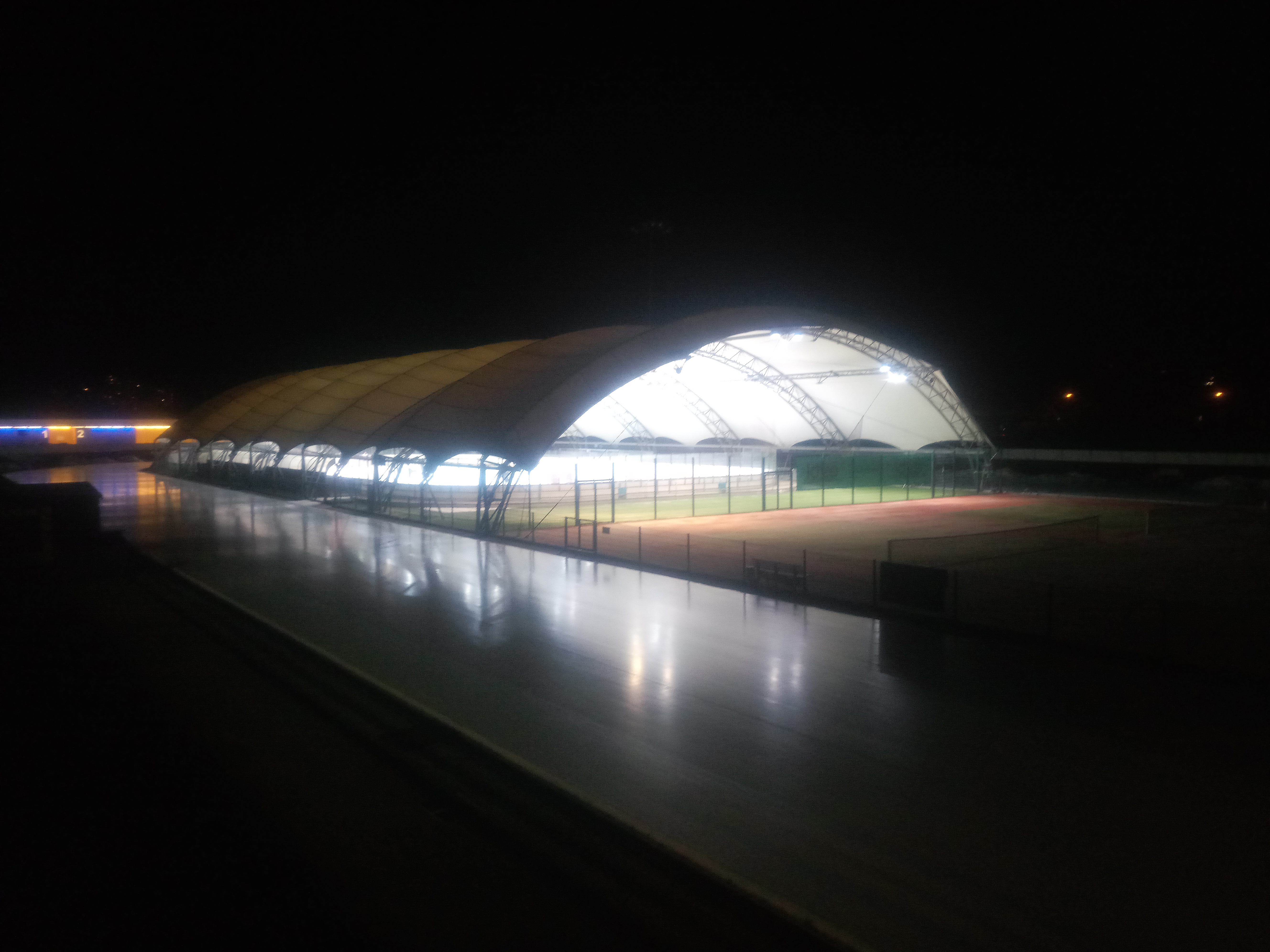
Die überdachte Außenfläche

Die Halle wird von verschiedenen Vereinen der Stadt, darunter Großsportvereine wie Löwen Frankfurt oder TuS Makkabi Frankfurt, für unterschiedliche Sportarten wie Eishockey, Eiskunstlauf, Curling und Eisstockschießen genutzt. Auf der überdachten Außenfläche wird im Sommer Tennis gespielt. Um die Außenfläche führt eine Eisschnelllaufbahn.
Neben verschiedenen stattfindenden Veranstaltungen diente die Halle vorwiegend dem Eishockeyclub der Frankfurt Lions aus der DEL bis zu deren Lizenzentzug im Sommer 2010 als Spiel- und Trainingsstätte. 2004 konnte das DEL-Gründungsmitglied hier seine erste deutsche Meisterschaft feiern. Seit 2010 wird die Halle von den Löwen Frankfurt (seit 2022 in der DEL), als Nachfolger der Lions, genutzt.
Für die Mitglieder der Turngemeinde Bornheim besteht in den Monaten von Oktober bis März an zwei Terminen in der Woche die Möglichkeit, die Eissporthalle zum Eislaufen zu nutzen.
Mit Hessen tanzt findet zudem einmal im Jahr die größte Tanzsport-Veranstaltung der Welt in der Eissporthalle sowie in der zwei Kilometer östlich gelegenen Fabriksporthalle statt, wobei in der Eissporthalle Bewerber diverser Alters- und Leistungsklassen auf bis zu acht Tanzflächen parallel antreten.
Bei der Handball-Weltmeisterschaft der Männer 1982 war die Eissporthalle Austragungsort einiger Gruppenspiele. Danach wurden bis Ende 1986 in der umgerüsteten Halle fünf weitere Handball-Länderspiele der Männer ausgetragen: Zweimal gegen die damalige Tschechoslowakei und je einmal gegen die Sowjetunion, Rumänien und Jugoslawien.
2013 war die Halle Schauplatz der Rollstuhlbasketball-Europameisterschaft. Zwischen 2015 und 2018 und wieder seit 2022 wird der World Cup of Darts in der Eissporthalle Frankfurt ausgetragen.

## Umgebung
Direkt vor der Eissporthalle befindet sich der Frankfurter Festplatz, auf dem neben der zweimal jährlich durchgeführten Frankfurter Dippemess weitere Veranstaltungen, wie z. B. Zirkusvorstellungen, stattfinden. In der Zeit zwischen den Veranstaltungen dient der Festplatz als Parkplatz der Eissporthalle. Das Fußballstadion PSD Bank Arena liegt in unmittelbarer Nähe in nordöstlicher Richtung. Der Frankfurter Ostpark ist südlich der Halle gelegen. Direkt neben der Eissporthalle befindet sich das städtische Hallenbad Main Bad Bornheim.

## Verkehrsanbindung
Die Eissporthalle und der Festplatz sind über den U-Bahnhof Eissporthalle der Linie U7 der U-Bahn Frankfurt und über eine Haltestelle der Linie 12 der Frankfurter Straßenbahn an den öffentlichen Nahverkehr angebunden.

## Galerie

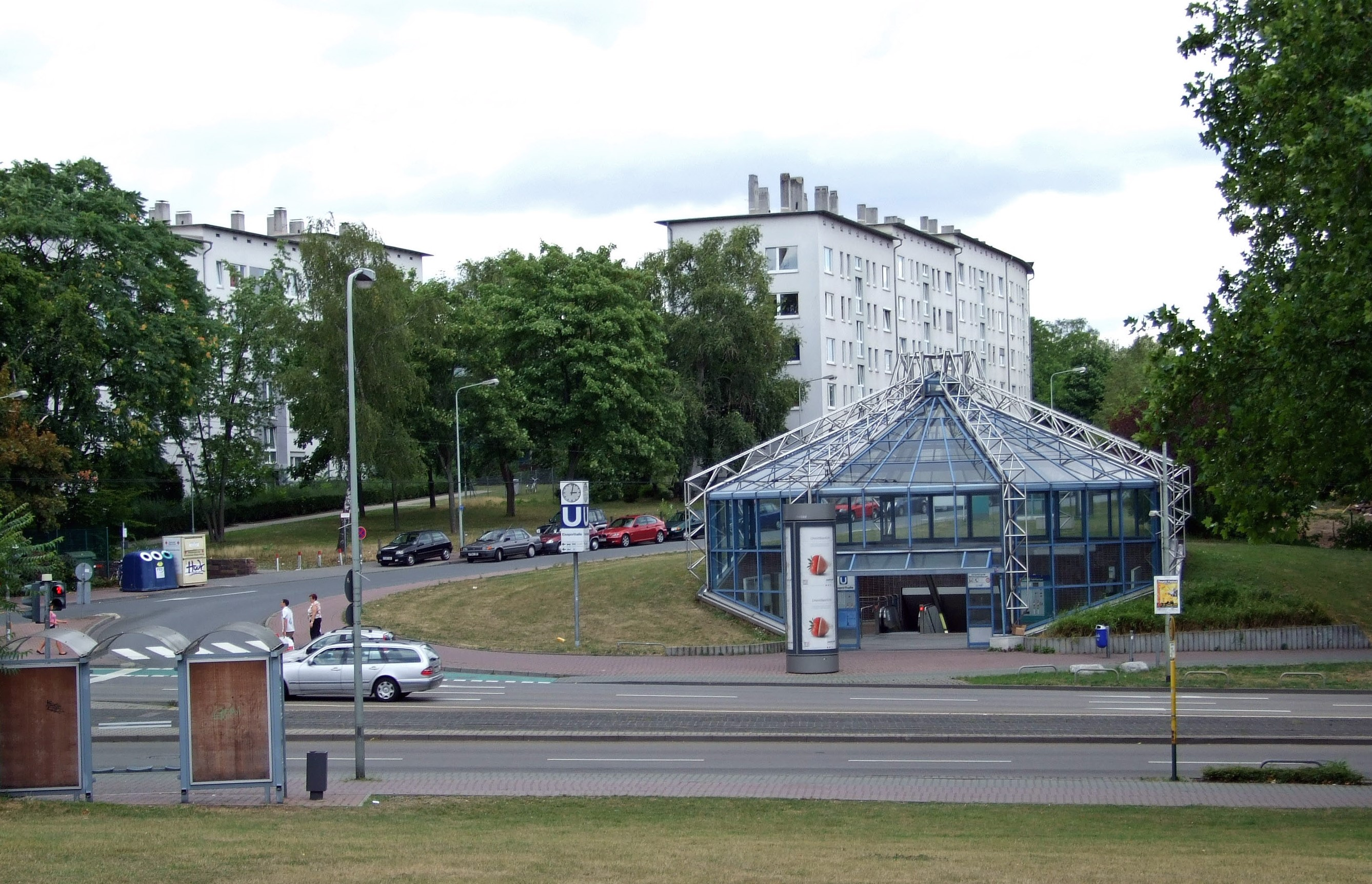
Eingang der U-Bahn-Station an der Eissporthalle (2008)
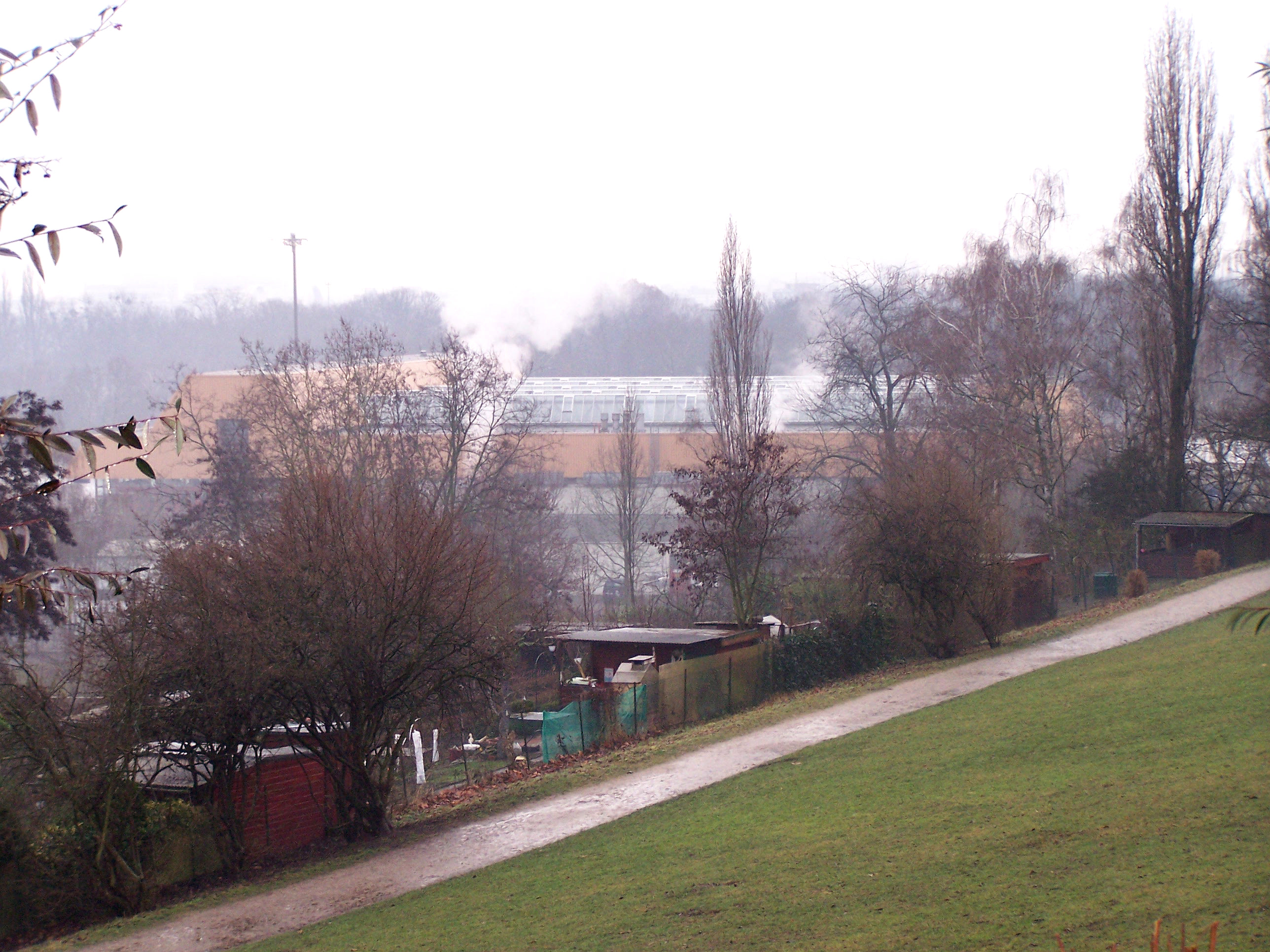
Blick vom Bornheimer Hang (2009)
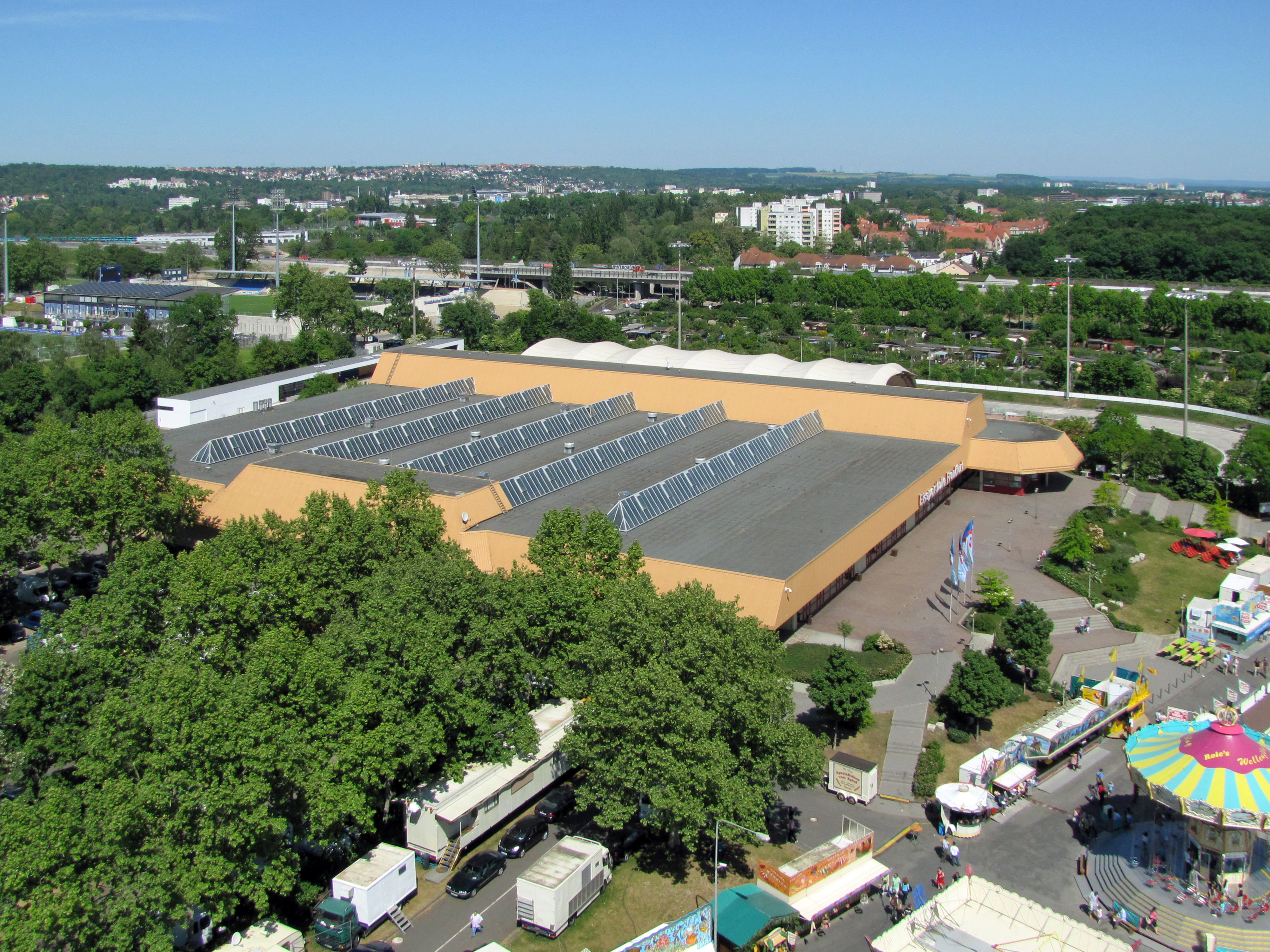
Eissporthalle Frankfurt während der Dippemess (2011)